# Sarah Stricker
Sarah Stricker (n. 1980, Speyer, RFG) este o jurnalistă și scriitoare germană. 

## Viață
Sarah Stricker a crescut în Schwegenheim, în apropiere de Speyer și a studiat literatura germană, franceză și engleză în Mannheim,Charleston (Carolina de Sud) și Dijon. Locuiește în Tel Aviv din 2009 și raportează de acolo pentru mass-media germană despre Israel și pentru mass-media israelienă despre Germania. Povestirile ei scurte au câștigat mai multe premii, cel mai recent, Premiul Georg K. Glaser  . 
În 2013, a fost publicat primul ei roman, Fünf Kopeken, care a fost finanțat de landul Renania-Palatinat prin premiul promoțional Martha-Saalfeld  și a primit atenție regională. În decembrie 2013, ea a primit Premiul Mara Cassens, cel mai valoros premiu pentru un roman de debut german, cu 15.000 de euro. În justificarea sa, juriul a confirmat că Stricker a avut un potențial creativ aproape inepuizabil și capacitatea, în spatele unui limbaj vizual, de a negocia subiecte umaniste majore. 
În timpul operațiunii militare Operațiunea de protecție Edge 2014 ea a scris mai mult de patru săptămâni, un jurnal foarte apreciat  de Süddeutsche Zeitung, pentru care, printre altele, a fost nominalizat pentru premiul pentru Axel Springer Preis.

## Premii
- 2011 Felix-Rexhausen-Preis, premiu special pentru reportajul Die wollen mich fertigmachen (Frankfurter Allgemeine Sonntagszeitung, 30 august 2009) [9] [10]
- 2011 Martha-Saalfeld-Förderpreis, pentru un extras din manuscrisul Fünf Kopeken
- 2013 Georg-K.-Glaser-Preis, pentru nuvela Die Dichterin
- 2013 Mara-Cassens-Preis, pentru romanul ei de debutul Five Kopeks
- 2014 pe Short List a Rauriser Literaturpreis, cu Fünf Kopeken[11]
- 2014 pe Short List a premiului festivalului du premier roman din Chambery [12]
- 2015 Finalistă la Axel-Springer-Preis, pentru Nicht das richtige Wetter für einen Krieg[13]

## Publicații
- Fünf Kopeken, Roman. Eichborn Verlag, Köln 2013, ISBN 978-3-8479-0535-6.
- Die Auserwählten. Eine wahre Kurzgeschichte, în: FAZ, 7. Martie 2015, p. 20
- Der neue Deutsche, nuvelă, în:  "Wir vergessen nicht, wir gehen tanzen. Israelische und Deutsche Autoren schreiben über das andere Land." S. Fischer Verlag, Frankfurt am Main 2015, ISBN 978-3-10-002391-9 .
- Eine wahre Geschichte, nuvelă în "Iss doch wenigstens das Fleisch." Rowohlt Verlag, Reinbek 2016, ISBN 978-3-499-27190-8 .

## Opere traduse în limba română
- Cinci copeici, Editura RAO, 2016, traducere Graal Soft, ISBN 978-606-776-122-1